# Distrikt Chililabombwe
Distrikt Chililabombwe (anglicky Chililabombwe District) je jeden z deseti distriktů v provincii Copperbelt v Zambii. Hlavním městem je Chililabombwe. V roce 2010 v distriktu Chililabombwe žilo 91 833 obyvatel. Rozloha distriktu Chililabombwe činí 1 026 km².

## Sousední distrikty
| Růžice kompasu |                   | Demokratická republika Kongo |                   | Růžice kompasu |
| Růžice kompasu | Distrikt Solwezi  | Sever                        | Distrikt Mufulira | Růžice kompasu |
| Růžice kompasu | Distrikt Solwezi  | Distrikt Chililabombwe       | Distrikt Mufulira | Růžice kompasu |
| Růžice kompasu | Distrikt Solwezi  | Jih                          | Distrikt Mufulira | Růžice kompasu |
| Růžice kompasu | Distrikt Chingola |                              |                   | Růžice kompasu |